# Kalima (Demokratyczna Republika Konga)
Kalima – miasto w Demokratycznej Republice Konga, w prowincji Maniema.